# Soni (Tanzania)
Soni è una circoscrizione mista (mixed ward) della Tanzania situata nel distretto di Bumbuli, regione di Tanga. Conta una popolazione di 12 839 abitanti (censimento 2022).